# Buteo jamaicensis
La poiana della Giamaica (Buteo jamaicensis J. F. Gmelin, 1788) o poiana codarossa è un uccello rapace della famiglia degli Accipitridi. È il rapace americano più diffuso, e vive dal Canada meridionale al Centro America. Le due principali sottospecie sono quella scura e quella chiara riconoscibili dalla variazione del piumaggio che è rispettivamente: quasi completamente marrone scuro con qualche leggera stiratura bianca sul sottoala e leggermente rossiccia sulla coda; l'altra invece è molto più bianca con striature marrone scuro e marrone rossicce soprattutto sulla coda da dove prende il suo nome comune, assomiglia alla poiana comune (Buteo buteo) soltanto che il marrone è più appunto rossiccio. Possiede un'incredibile capacità di adattamento, che le permette di sopravvivere negli habitat più disparati e di cacciare le prede più diverse: dalle praterie, dove caccia lepri, conigli e cani della prateria, alle giungle dove insegue grandi invertebrati e iguane, alle paludi dove mangia procioni, opossum e moffette, ai cigli delle strade, dove divora le carcasse degli animali investiti, fino alle grandi città, dove caccia gli uccelli. È a sua volta preda di linci rosse, coyote, gufi della Virginia, aquile reali, alligatori, puma e cani; sovente sono anche investite dalle automobili. Nonostante ciò, il loro altissimo numero fa in modo che esse non siano considerate a rischio di estinzione. Deve il suo nome scientifico al luogo dove è stata scoperta (la Giamaica) e il suo nome comune al colore della coda.
Il suo grido, lungo e acuto, viene spesso utilizzato come effetto sonoro di repertorio per gli uccelli rapaci nei media, anche quando il rapace in questione non è una poiana codarossa (ad esempio va spesso a sostituire il grido dell'aquila calva).

## Galleria d'immagini

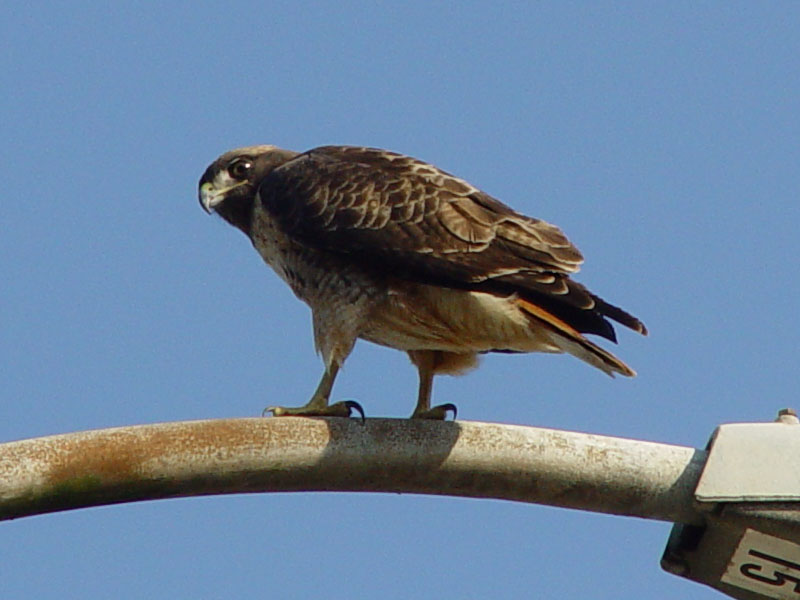
Esemplare in ambiente urbano
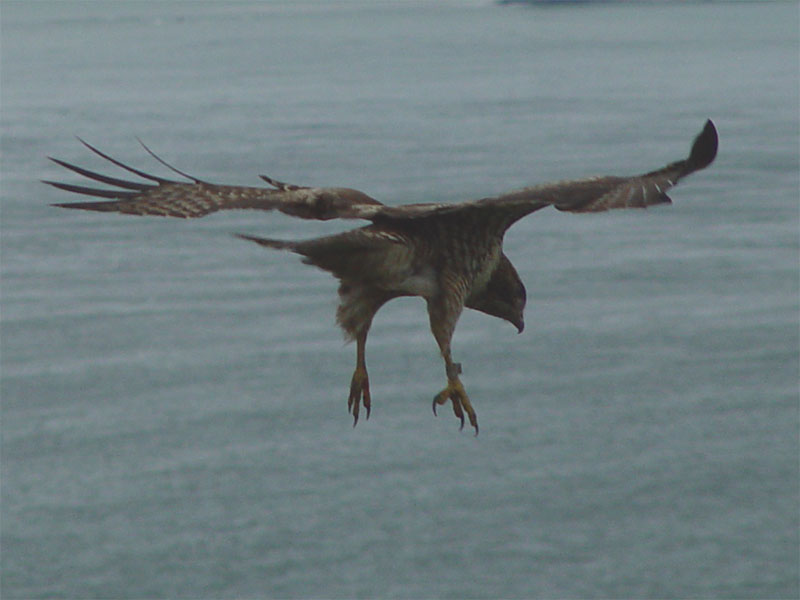
In volo sul mare
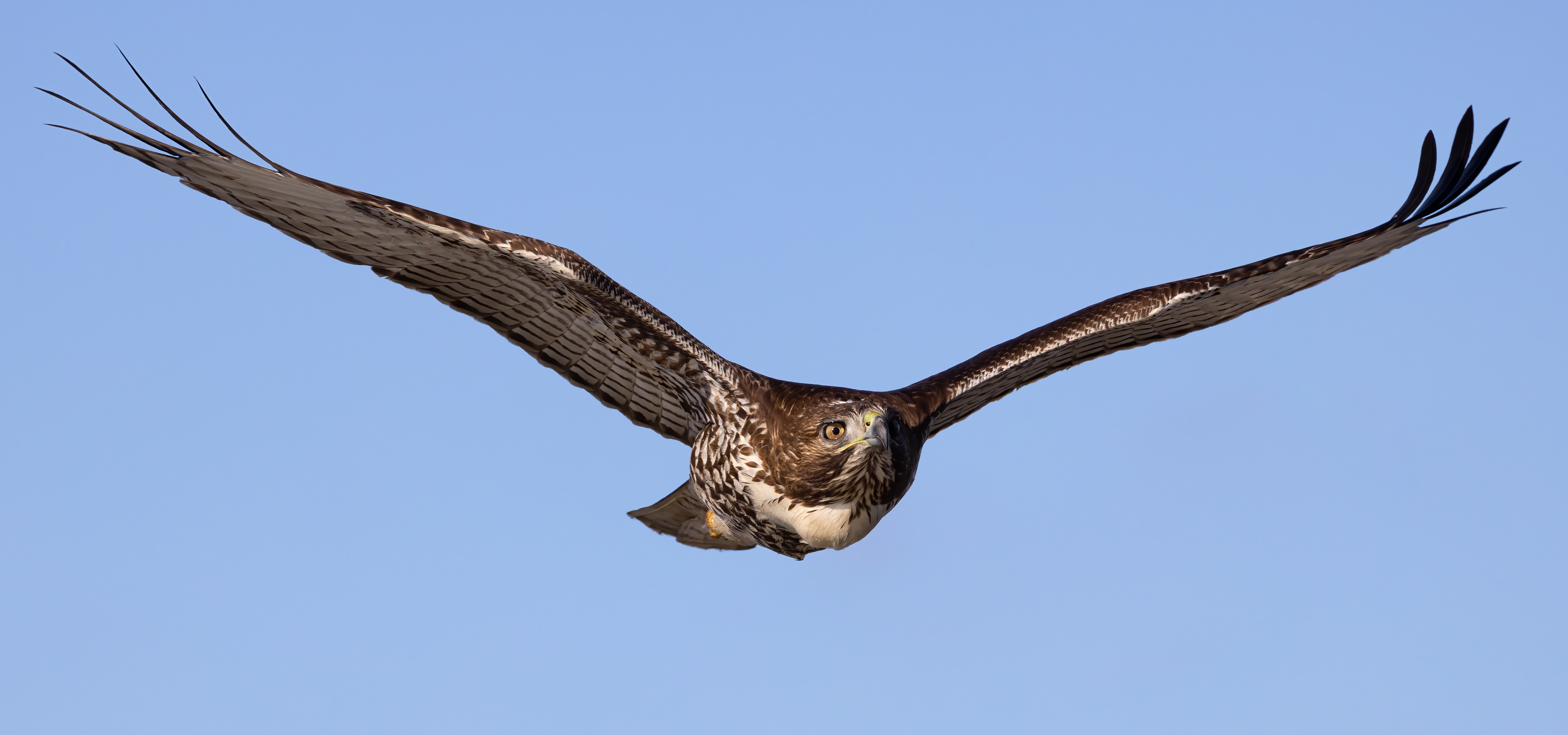
In volo